# Pakistan i olympiska sommarspelen 1948
Pakistan deltog med 35 deltagare vid de olympiska sommarspelen 1948 i London. Ingen av landets deltagare erövrade någon medalj.